# 小榄革命烈士纪念碑
小欖革命烈士紀念碑，位於中國廣東省中山市小欖鎮鳳山公園內，為中山市的市級文物保護單位。類型為近现代重要史迹及代表性建筑，2004年被列為不可移動文物單位。2009年9月30日被列為第五批中山市文物保護單位。為紀念第二次國共內戰時期“四 一二”事件及珠江縱隊第一支隊三、九區的革命烈士而修建。于1959年10月1日建成。碑座為五邊形，碑高12.5米。